# Юркино (Ярославский район)
Юркино — деревня Ивняковского сельского поселения Ярославского района Ярославской области.

## География
Деревня находится в окружении сельскохозяйственных полей.

## История
Согласно Спискам населенных мест Ярославской губернии по сведениям 1859 года владельческая деревня Юркино, расположенная между большими торговыми трактами в городе Суздаль и селе Осенево, относилось к 1 стану Ярославского уезда Ярославской губернии. В ней числилось 5 дворов, проживал 21 мужчина и 14 женщин.
В 2006 году деревня вошла в состав Ивняковского сельского поселения образованного в результате слияния Ивняковского и Бекреневского сельсоветов.

## Население
| 2007 | 2010 |
| ---- | ---- |
| 6    | ↘4   |

### Историческая численность населения
По состоянию на 1859 год в деревне было 23 домов и проживало 128 человека.
По состоянию на 1989 год в деревне не было постоянного населения.

### Национальный и гендерный состав
Согласно результатам переписи 2002 года, в национальной структуре населения русские составляли 100 % из 4 чел., из них 3 мужчин, 1 женщина.
Согласно результатам переписи 2010 года население составляют 1 мужчина и 3 женщины.

## Инфраструктура
Основа экономики — личное подсобное хозяйство. По состоянию на 2021 год большинство домов используется жителями для постоянного проживания и проживания в летний период. Вода добывается жителями из личных колодцев. Имеется таксофон (около дома №2).
Почтовое отделение №150507, расположенное в посёлке Ивняки, на март 2022 года обслуживает в деревне 19 домов.

## Транспорт
Дорога к деревне начинается после поворота с Юго-Западной окружной дороги (М8) в районе деревни Ивановский Перевоз, между двух мостов через реку Которосль и реку Пахма, на дорогу «Ярославль — Ширинье». По дороге расположены населённые пункты Медведково, Иваново-Кошевники, Леонтьевское.